# Ceratothoa oxyrrhynchaena
Ceratothoa oxyrrhynchaena là một loài chân đều trong họ Cymothoidae. Loài này được Koelbel miêu tả khoa học năm 1878.